# Vasilij Kadomskij
Svatý Vasilij Kadomskij (1776, Šachmanovo – 3. květnajul./ 15. května 1848greg., Rjazaň) byl ruský šlechtic a jurodivý.

## Život
Narodil se roku 1776 ve vesnici Šachmanovo v Perejaslav-Rjazaňské provincii. Jeho matka Jevdokija Michajlovna roz. Leonova, dcera kapitána ve výslužbě, zemřela velmi brzy. Měl dva bratry, Alexije, Ioanna a sestru Alexandru. Jeho otec Petr Alexejevič Kadomskij byl městským úředníkem, který vlastnil velké pozemky. Po smrti své manželky prodal část svého majetku a přestěhoval se s dětmi do Rjazaně.
Vasilij byl vzděláván doma. Od mládí rád navštěvoval monastýry a snil o mnišském životě, jeho další osud byl však spojen s vojenskou službou. Je známo že od 14. března 1791 byl poddůstojníkem Revelského 7. pěšího pluku.
Dne 19. června 1801 předal rjazaňskému arcibiskupovi Simonu (Lagovi) žádost aby byl zahrnut do počtu obyvatel Olgovského monastýru ve vesnici Lgovo a žil z vlastních prostředků ale jelikož mu prostředky nevydrželi, brzy monastýr opustil. Roku 1802 odeslal žádost o přijetí jako dobrovolný dělník do Nikolo-Radovického monastýru ve vesnici Radovicy. Jaké bylo rozhodnutí není známo ale o dva roky později se Vasilij přidal k milici, která byla zformována pro válku s Napoleonskou Francií, bojů se však nezúčastnil. Vasilova jednotka byla umístěna v Kyjevě, což Vašíkovi umožnilo navštívit Kyjevskopečerskou lávru, kde se rozhodl opustit vojenskou službu a zasvětit se Bohu.
Po návratu do Rjazaně se stal jurodivým a navštěvoval monastýry a chrámy. Po celý rok nosil plast s dlouhými rukávy a dlouhou košili. Kvůli vojenské disciplíně si stříhal vlasy i vousy. Málo jedl a ve středu a pátek nejedl vůbec nic. Spal maximálně 2 hodiny denně a noc trávil v modlitbách. Měšťané mu ochotně dávali almužnu s vědomím, že ji dá sirotkům a potřebným, za což dostal přezdívku „Boží pokladník“. Šel často v doprovodu dětí, které miloval, a ty mu to oplácely a říkali mu „dědeček Petrovič“.
Když přišel před chrám, měl ve zvyku zvolat „Pane, smiluj se!“. V chrámu rozsvěcel a zhášel svice a také zpíval.
Podle mnoha obyvatel města byl obdařen jasnozřivostí.
O Vasiliji Petroviči Kadomském se postupem času dozvěděla celá Rjazaň. Byl vítaným hostem v domech šlechty a duchovenstva, obchodníků i prostého lidu, pomáhal všem a nikdy nebyl odmítnut.
V očekávání své smrti odešel do domu obchodníka Frola Sergejeviče Batrakova, kde vyzpovídal a přijal eucharistii.
Zemřel 2. května 1848 ve 3 hodiny ráno. Pohřben byl na hřbitově u chrámu svatého Lazara.

## Kanonizace
Úcta k Vasilovi jako světci začala za jeho pozemského života. Následně se hrob světce stal místem četných poutí a prostřednictvím modliteb k němu se konaly zázraky.
Dne 6. července 1996 byly jeho ostatky přeneseny k soboru svatých Borise a Gleba.
V červenci 1997 byl svatořečen jako místně uctívaný světec rjazaňské eparchie.
V červnu 2001 byly přeneseny do chrámu svatého Lazara, kde jsou dodnes. Ve stejném roce byl sepsán akafist k tomuto světci. Část ostatků se nachází také v Kazaňském ženském monastýru v Rjazani a také v boriso-glebském soboru.
Jeho svátek je připomínán 15. května (2. května – juliánský kalendář).